# 池東旭
池 東旭（チ・トンウク、1937年 - ）は、韓国のジャーナリスト。

## 略歴
大邱生まれ。1958年韓国日報に入社し、外報、経済部記者、海外巡回派遣員を経て、経済部長に就く。1981年『週刊韓日ビジネス』創刊。韓国の経済問題、日韓の国際問題などの分野を中心に世界各国で論評を展開する。
日本語が堪能で、朝鮮半島問題に関するコメンテーターとして、日本のマスコミにも度々出演する。

## 主張
- 竹島は韓国の領土であると考えている。しかし、証拠主義の国際法上で争った場合韓国側は敗訴してしまうため、韓国は自ら事を荒立てるべきではない、としている[1]。
- 1997年のアジア通貨危機以降の韓国経済について、日本のマスコミは韓国経済の回復を高く評価しているがこれは誤解である、と指摘している（2006年のインタビュー）。立ち直ったかのように見えるものの、実際は韓国株式市場の時価総額の48％が外資に押さえられており、アメリカをはじめとする外国資本に乗っ取られているような状態である、としている[1]。
- 韓国国民には反米・反日の感情があるが、中国に対しては韓国は「恐中」であり、潜在的な恐怖心を抱いている、としている。日本に対してはさんざん「謝れ謝れ」と言う韓国が、中国に対しては一言も文句が言えない、と指摘している[1]。
- 2010年11月23日に発生した延坪島砲撃事件に関し、北朝鮮は許せないとしつつ、大統領が変わるたびに対北政策がぶれる韓国政府のこれまでの姿勢を批判した[2]。日本に対しても対岸の火事ではないと言及し、尖閣の漁船衝突問題の中、日本は今「準戦時状態」にあることを指摘、船長を釈放した仙谷官房長官の対応は腰抜けであると批判[3]。さらに、「日本のやるべきことは軍事力の強化」[3]であるとし、自衛隊を国防軍にして核武装せよ、とした[3]。また、日本政府は国難の中挙国一致内閣を作るべきであると主張[3]。その一方で、「日本の政治家を見ていて不思議に思うのは、どうしてあんな人が閣僚になるのかというような人が多いことである」[4]と述べ、その例として菅改造内閣の国家公安委員長である岡崎トミ子を挙げて、かつて韓国の日本大使館前で反日デモに参加したような人物が国家公安委員長になるなど、日本の危機管理はいったいどうなっているのか、と批判した[4]。

## 出演番組
朝まで生テレビ!（テレビ朝日）
- 1997年9月 - 激論! "在日"とニッポン [5]
- 1999年1月 - 激論! 朝鮮半島有事と新ガイドライン [6]
- 2000年1月 - 激論! 日本の自立とアジアの本音 [7]
- 2002年11月8日 - 激論! 拉致と核と日本の安全保障 [8]

ミッキー安川のずばり勝負（RFラジオ日本）
- 2000年11月24日
- 2002年9月20日

- 2005年9月30日
- 2005年10月7日

- 2008年5月9日
- 2008年7月18日

- 2008年9月19日
- 2009年2月27日

- 2009年9月18日
- 2009年11月20日

マット安川のずばり勝負（RFラジオ日本）
- 2010年5月28日 - 緊張高まる38度線  朝鮮半島のうごめきはどうなる
- 2010年6月4日 - 北朝鮮が狙う日本海側の原発、守備は万全？  日本人よ平和ボケから覚めハングリー精神を持て！ [9]
- 2010年9月24日 - 日本の弱腰外交は近隣諸国の大迷惑  世界から尊敬されるためには、批判を恐れず核武装すべき [10]
- 2010年12月3日 - 核武装せよ日本、中国は必ず認める  日本の政治家が見習うべきは、三島由紀夫の「知行合一」 [2]

## 著書
- デフォルトでは発行年月の昇順に配列。著書名の欄は50音順ソート。

| 著書名                                               | 共著者                      | 出版元          | 発行年月   | ISBN               |
| ---------------------------------------------------- | --------------------------- | --------------- | ---------- | ------------------ |
| ソウルの日本語新聞は書く ― 見えなかった韓国          |                             | 草思社          | 1988年8月  | ISBN 9784794203229 |
| 韓国シンドローム ― ソウルからの最新メッセージ        |                             | ダイヤモンド社  | 1990年4月  | ISBN 9784478230282 |
| どうなる? 朝鮮半島と日本                             |                             | 草思社          | 1991年7月  | ISBN 9784794204264 |
| テラスで読む韓国経済物語                             |                             | 日経            | 1992年9月  | ISBN 9784532141301 |
| 東アジア超経済圏の誕生 ― 血縁・地縁・金縁パワー      |                             | 三田出版会      | 1992年12月 | ISBN 9784895831178 |
| 兄弟だから許せない ― 日韓激辛対談                    | 宮崎正弘                    | 学陽書房        | 1994年8月  | ISBN 9784313810877 |
| 軍服を脱いだ韓国 ― 気になる隣人 現代を読む           |                             | 時事通信社      | 1994年9月  | ISBN 9784788794290 |
| 変わる韓国 変わらぬコリア                            |                             | 時事通信社      | 1996年5月  | ISBN 9784788796164 |
| 在日をやめなさい ― 70万人の優秀なマイノリティに告ぐ! |                             | ザマサダ        | 1997年2月  | ISBN 9784915977381 |
| 韓国の族閥・軍閥・財閥 ― 支配集団の政治力学を解く    |                             | 中公新書        | 1997年3月  | ISBN 9784121013514 |
| 誰も言わない日韓・日朝ホンネとタテマエ               | 宮崎正弘                    | 総合法令出版    | 1997年9月  | ISBN 9784893465634 |
| コリアクライシス ― 朝鮮半島の危機!                   |                             | 時事通信社      | 1998年7月  | ISBN 9784788798205 |
| 三国感情 ― 鮨とキムチとハンバーガー                  | ケント・ギルバート 植田剛彦 | 黙出版          | 2001年6月  | ISBN 9784900682597 |
| 韓国財閥の興亡 ― 癒着と相克のドラマ                  |                             | 時事通信社      | 2002年1月  | ISBN 9784788701755 |
| コリアン・ジャパニーズ                               |                             | 角川oneテーマ21 | 2002年5月  | ISBN 9784047040854 |
| 朝鮮半島「永世中立化」論                             |                             | 中央公論新社    | 2004年12月 | ISBN 9784120035838 |
| 韓国大統領列伝 ― 権力者の栄華と転落                  |                             | 中公新書        | 2007年7月  | ISBN 9784121016508 |